# Michael D'Antonio
Michael D'Antonio (Portsmouth, 11 de maio de 1955) é um escritor, jornalista, roteirista e repórter norte-americano da CNN. Em 1984, ganhou o Prêmio Pulitzer de Reportagem Local com uma equipe repórteres do Newsday pela reportagem sobre a Lei Baby Doe.